# Szakolcai járás

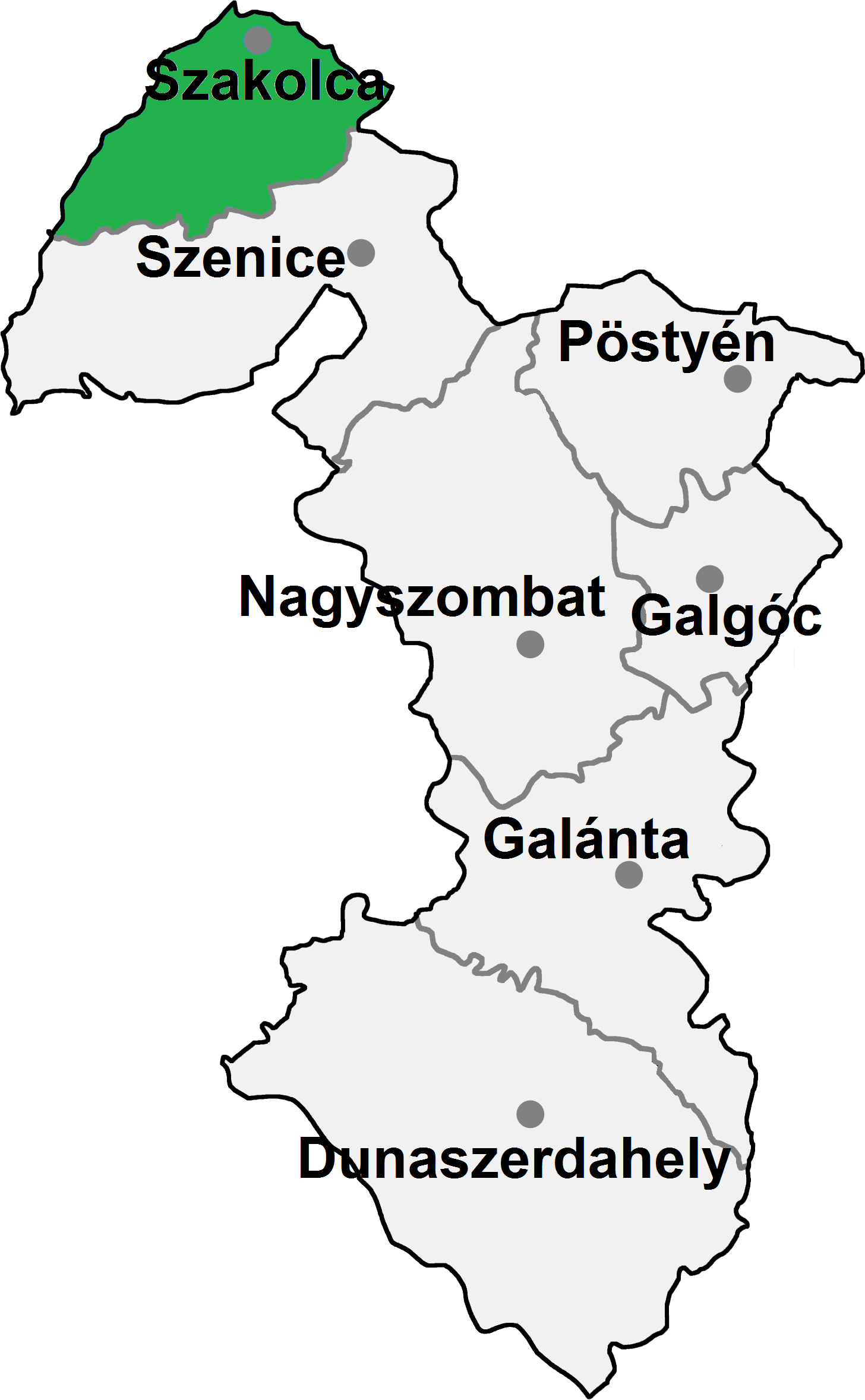
A Szakolcai járás

A Szakolcai járás (szlovákul: Okres Skalica) Szlovákia Nagyszombati kerületének közigazgatási egysége.
Területe 359 km², lakossága 46 671 (2011), székhelye Szakolca (Skalica).
A járás területe egykor Nyitra vármegye része volt.

## Népessége
| Év:            | 1994.  | 2004.   | 2014.   | 2024.   |
| -------------- | ------ | ------- | ------- | ------- |
| Emberek száma: | 46 384 | 47 134  | 46 934  | 46 764  |
| Eltérés:       |        | +1,61 % | -0,42 % | -0,36 % |

| Év:            | 2023.  | 2024.   |
| -------------- | ------ | ------- |
| Emberek száma: | 46 916 | 46 764  |
| Eltérés:       |        | -0,32 % |

## A Szakolcai járás települései
- Egbell (Gbely)
- Farkashelyvidovány (Dubovce)
- Felsőlopassó (Lopašov)
- Felsőrados (Radošovce)
- Gázlós (Brodské)
- Holics (Holíč)
- Horvátberek (Mokrý Háj)
- Kátó (Kátov)
- Kisdiós (Oreské)
- Kiskovalló (Koválovec)
- Kispetrős (Prietržka)
- Kopcsány (Kopčany)
- Letenőc (Letničie)
- Nagyúny (Unín)
- Péterlak (Petrova Ves)
- Radimó (Radimov)
- Szakolca (Skalica)
- Szentistváncoborfalva (Popudinské Močidľany)
- Sziklabánya (Chropov)
- Tövisfalva (Trnovec)
- Várköz (Vrádište)